# Fred Ebb
Fred Ebb (Manhattan, [[Nueva York), 8 de abril de 1928-Nueva York, 11 de septiembre de 2004) fue un letrista, dramaturgo, escritor, poeta estadounidense de musicales, que tuvo muchos grandes éxitos en colaboración con el compositor John Kander; juntos firmaron la mayoría de las canciones que cantaría Liza Minnelli y Chita Rivera. 
Nació en Manhattan, Ciudad de Nueva York, dentro de una familia judía. Antes de introducirse en el mundo del espectáculo, Fred Ebb había terminado sus estudios en la Universidad de Nueva York (estudió y se graduó en literatura inglesa el año 1955), y realizó diversos trabajos, incluido uno como dependiente en una tienda de Brooklyn. Algunas de las obras más prestigiosas en las que colaboró fueron; “Cabaret” en 1966 que posteriormente se le hizo una adaptación cinematográfica en 1972; y “Chicago” en 1975, también adaptado al cine en 2002. Comenzó a escribir canciones colaborando con Phil Springer, consiguiendo que algunos de sus temas fueran grabados por importantes artistas del momento.
Ebb trabajó en Broadway cerca de 40 años en una docena de musicales diferentes. Debutó en 1965, con “Flora, la amenaza roja”, protagonizada por una adolescente Liza Minnelli. Desde entonces hasta las sucesivas reposiciones de “Chicago”, la pareja John Kander y Fred Ebb se hizo famosa por sus afiladas letras y sus pegadizas melodías, que cambiarían el teatro musical.

## Premios y distinciones
Premios Óscar
| Año  | Categoría              | Canción                 | Película | Resultado |
| ---- | ---------------------- | ----------------------- | -------- | --------- |
| 1976 | Mejor canción original | «How Lucky Can You Get» | Shampoo  | Nominado  |
| 2003 | Mejor canción original | «I Move On»             | Chicago  | Nominado  |